# Neros termer
Neros termer, latin Thermae Neronis, var en badanläggning, belägen på Marsfältet i antikens Rom. Badanläggningen uppfördes av kejsar Nero omkring år 62 och restaurerades av kejsar Alexander Severus år 227; baden fick då namnet Thermae Alexandrinae. Neros termer var belägna i området mellan dagens Piazza della Rotonda och Corso del Rinascimento samt Via del Pozzo delle Cornacchie och Via della Dogana Vecchia och mätte 190 x 120 meter.
Av termerna återstår bland annat några murrester under Palazzo Madama, två kolonner vid Via di Sant'Eustachio samt två kolonner i Pantheons portik.

## Bilder
| - Plan över Neros termer. |